# Mbe
Das Mbe ist eine Sprache, die vom Volk der Mbube aus Ogoja im Bundesstaat Cross River, einer Region Nigerias, von insgesamt 14.300 Personen gesprochen wird.
Es ist die mit den ekoiden Sprachen am engsten verwandte Sprache in der Sprachgruppe der südbantoiden Sprachen. Es steht auch relativ nah zu den Bantusprachen. Die Sprache ist eine Tonsprache und hat ein typisches Nominalklassensystem der Niger-Kongo-Sprachfamilie.

## Phonologie
Die Vokale des Mbe sind i e ɛ a ɔ o u. Die verschiedenen Tonstufen sind hoch, tief, steigend und fallend sowie eine Tonabstufung; steigend und fallend können Tonsequenzen sein.
Mbe hat, verglichen mit den ekoiden Sprachen, ein sehr gehobenes Konsonanteninventar, da die Sprecher in Kontakt mit Oberen Cross-River-Sprachen hatten.
Alle Mbe-Konsonanten mit Ausnahme der Labial–Velaren (kp ɡb w) und n haben labialisierte Gegenspieler. /jʷ/ ist ɥ. Zusätzlich haben die nicht-labialisierten peripheralen Stops (m p b k g, palatalisiertes ŋ würde ɲ) und die the Liquide (l r) palatilisierte Gegenspieler.
| m mʷ mʲ | n       | ɲ ɲʷ   | ŋ ŋʷ       |    |
| p pʷ pʲ | t tʷ    |        | k kʷ̜ kʷ̹ kʲ | kp |
| b bʷ bʲ | d dʷ    |        | ɡ ɡʷ ɡʲ    | ɡb |
|         | ts tsʷ  | tʃ tʃʷ |            |    |
|         | dz dzʷ  | dʒ dʒʷ |            |    |
| f fʷ    | s sʷ    | ʃ ʃʷ   |            |    |
|         | r rʷ lʲ |        |            |    |
|         | l lʷ lʲ | j jʷ   |            | w  |

Es gibt wenige Konsonanten, die nur in Ideophonen auftauchen, wie /fʲ hʲ/.